# Godelieve Devos
Alice Godelieve Louise Fernanda Devos (Waanrode, 4 februari 1926 – Scherpenheuvel, 18 februari 2016) was een Belgisch politica voor de CVP.

## Levensloop
Devos groeide op in een landbouwersgezin met acht kinderen, waaronder ook zuster Jeanne Devos. In 1944 studeerde ze af als regentes landbouwhuishoudkunde aan het Heilig-Hartinstituut te Heverlee. Ze bleef ongehuwd. Beroepshalve was ze vanaf 1953 actief als lerares aan de lagere normaalschool van het Heilig Hartinstituut te Heverlee.
Ze werd in 1958 verkozen in de gemeenteraad van Kortenaken. Ze werd er van 1965 tot 1970 schepen en vanaf 1971 burgemeester. Ze bleef dit tot de fusie van 1977. Van 1983 tot 1988 was zij burgemeester van de fusiegemeente. Van 1958 tot 1961 was ze ook provincieraadslid van Brabant.
In 1961 werd ze lid van de Kamer van volksvertegenwoordigers voor het arrondissement Leuven, een mandaat dat ze vervulde tot in 1985. In de periode december 1971 tot oktober 1980 zetelde ze als gevolg van het toen bestaande dubbelmandaat ook in de Cultuurraad voor de Nederlandse Cultuurgemeenschap, die op 7 december 1971 werd geïnstalleerd. Ze maakte gedurende die negen jaar deel uit van het Bureau (dagelijks bestuur) van de Cultuurraad. Achtereenvolgens was ze secretaris, vierde ondervoorzitter, derde ondervoorzitter en tweede ondervoorzitter. Vanaf 21 oktober 1980 tot oktober 1985 was ze lid van de Vlaamse Raad, de opvolger van de Cultuurraad. Ook in de Vlaamse Raad had ze als tweede en later eerste ondervoorzitter zitting in het Bureau. Bovendien was ze tot in 1986 nationaal ondervoorzitster van de CVP.
Na het beëindigen van haar parlementaire loopbaan en haar burgemeesterschap, was ze van 1996 tot 2007 nog voorzitster van de CVP- en daarna de CD&V-senioren. Ook werd ze in 1989 voorzitter van de Centrale Raad van het Katholiek Lager en Kleuteronderwijs.
Ze overleed in februari 2016 op 90-jarige leeftijd.